# میشل روخکیند
میشل روخکیند (به اسپانیایی: Michel Rojkind) (متولد سال ۱۹۶۹) معمار اهل مکزیک است.

## زندگی‌نامه
میشل روخکیند در مکزیکوسیتی متولد شد و در همان شهر در سال‌های ۱۹۸۹ تا ۱۹۹۴ تحصیلات مرتبط با معماری و شهرسازی را گذراند. پیش از آن، در سال ۱۹۸۱ او در مقام یک درامر به الک سینتک خواننده ملحق شده بود. روخکیند در سال ۲۰۰۲ دفتر معماری روخکیند را تأسیس کرد.

## جوایز و افتخارات
روخکیند برای طراحی موزهٔ شکلات نستله در تلوکای مکزیک برندهٔ جایزهٔ بین‌المللی معماری در سال ۲۰۰۸ و همچنین نامزد یکی از ده بنای برتر جایزهٔ موزهٔ بریتانیا در سال ۲۰۰۸ شد.

## نگارخانه

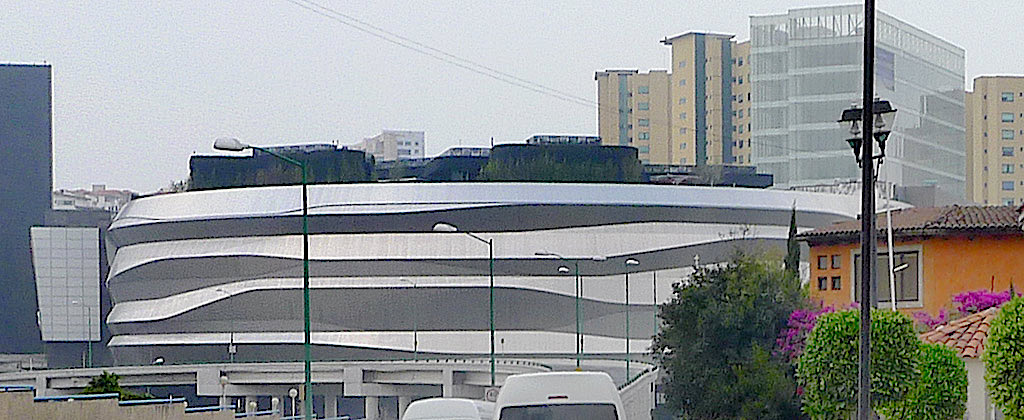
لیورپول اینترلوماس